# بروسيت (لغة برمجة)
بروسيت (ProSet) هي لغة برمجة المجموعة النظرية والتي يتم تطويرها من قبل جامعة إسن كخلف ناجح لسيتل (SETL).وهي لغة عالية المستوى وتدعم prototyping.
توفر بروسيت أنواع بيانات من الدرجة الأولى وهي: ذرة (atom)، عدد صحيح (integer)، عدد حقيقي (real)، سلسلة رموز (string)، مؤشر منطقي (boolean)، متتابعة (tuple)، مجموعة (set). وتعتبر الوظائف (Functions) والوحدات (modules) من الدرجة الأولى.